# Yōko Ōta
Ne doit pas être confondu avec Yōko Ōta (géographe).
Yōko Ōta (大田 洋子, Ōta Yōko, 18 novembre 1906 - 10 décembre 1963) est une écrivaine japonaise du courant de la littérature de la bombe atomique.

## Biographie
Ōta naît à Fukuda, quartier Hatsuko d'Hiroshima. Ses parents divorcent lorsqu'elle a huit ans et elle vit dans sa famille de Fukuda. Jeune fille elle lit Takuboku Ishikawa et Shūsei Tokuda, ainsi que Goethe, Heine et Tolstoï. Après ses études secondaires, elle est enseignante en école primaire et occupe diverses postes de secrétariat, se déplaçant fréquemment entre Tokyo, Osaka et Hiroshima. Elle se marie en 1926 mais s'enfuit, laissant un enfant. Sur l'invitation de Kan Kikuchi, elle arrive à Tokyo en 1926, où elle travaille en tant que journaliste de magazine. Tout en étant serveuse à Osaka, elle commence sérieusement à écrire de la fiction vers 1929. Ōta fait son chemin sur la scène littéraire en participant aux activités de plusieurs revues littéraires et en contribuant à des revues telles que Nyonin Geijutsu.
En 1940, Sakura no kuni est couronné d'un prix décerné par le journal Asahi Shinbun et reçoit un large écho public. En août 1945, Yōko Ōta survit à la bombe atomique d'Hiroshima. Craignant de devenir une victime de la maladie des rayons, elle travaille fiévreusement pour terminer Shikabane no machi (« La Ville des cadavres »), compte-rendu de son expérience à Hiroshima à l'époque du bombardement. Composé à l'automne 1945, le roman est censuré et finalement publié trois ans plus tard avec des passages supprimés. Il est suivi de Ningen ranru (« Lambeaux humains »), distingué du prix de littérature féminine. « La Ville des cadavres » est publié pour la première fois en 1948, et Hotaru (« Lucioles ») en 1953. Han ningen (« À moitié humain »), publié en 1954 et couronné du prix de la paix, dépeint la lutte avec la maladie mentale d'un auteur menacé par la maladie des rayonnements et ses craintes d'une guerre mondiale imminente. Les effets de la bombe entraînent une détérioration de sa condition physique et elle atteint les limites de son œuvre littéraire. Elle change son style pour des narrations à la première personne d'états mentaux. Ōta Yōko shū en 4 volumes édité par Ineko Sata est publié à titre posthume en 1981.
Ōta décède subitement d'une crise cardiaque en 1963, tandis qu'elle se baigne dans une source d'eau chaude à Inawashiro dans la préfecture de Fukushima.

## Principaux titres
- 屍の街 (Shikabane no machi, « La Ville des cadavres »?) (1948)
- 人間襤褸 (Ningen Ranru, « Lambeaux humains »?) (1951)

## Compilation
- Ōta Yōko Shū, 4 volumes, 1982, publié par Sanichi/Mitsui Shobō

## Source de la traduction
- (en) Cet article est partiellement ou en totalité issu de l’article de Wikipédia en anglais intitulé « Yōko Ōta » (voir la liste des auteurs).